# Quadrangle de Mare Acidalium

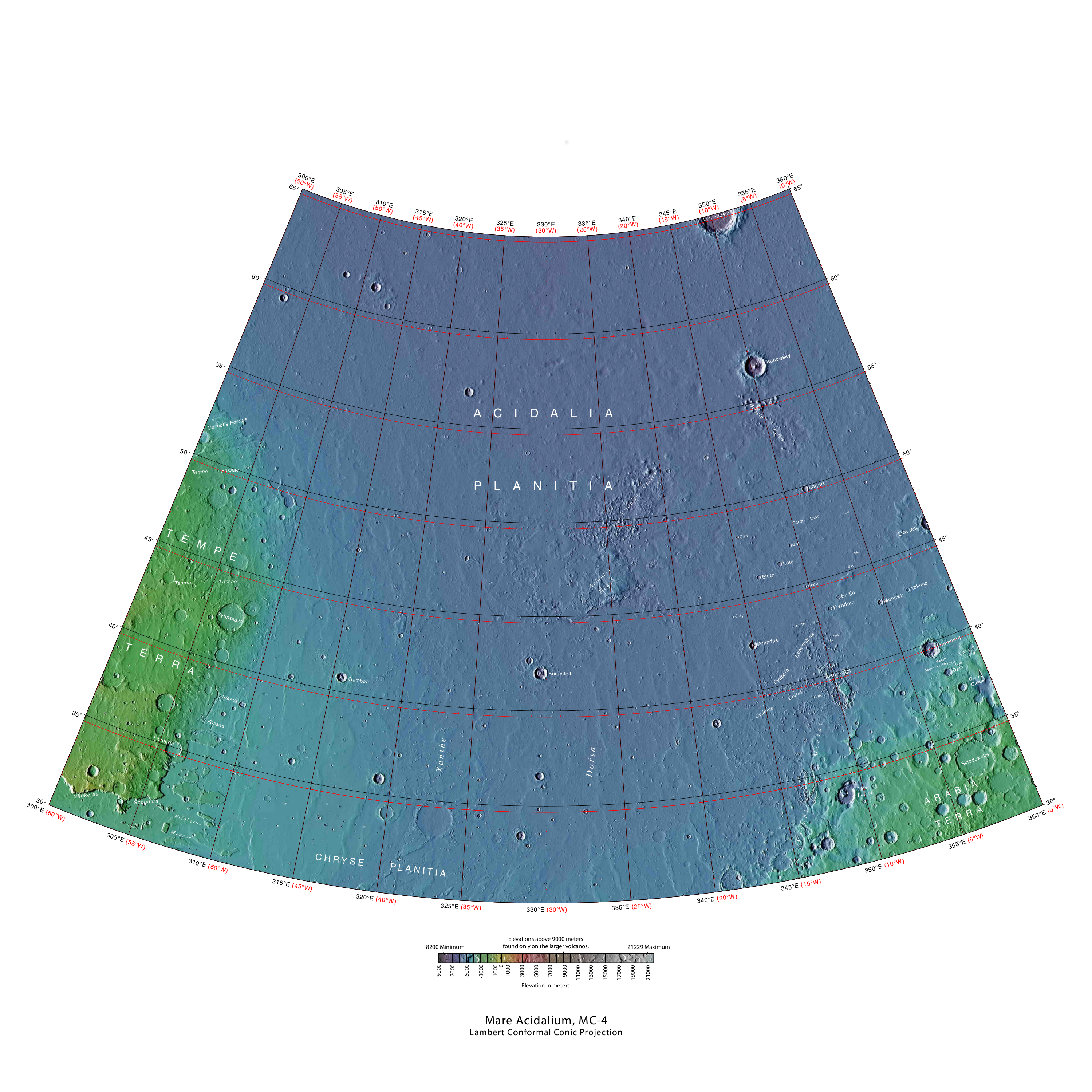
Quadrangle de Mare Acidalium

Dans le cadre de la géographie de la planète Mars, le quadrangle de Mare Acidalium  — également identifié par le code USGS MC-04 — désigne une région martienne définie par des latitudes comprises entre 30º et 65º N et des longitudes comprises entre 300º et 360º E. 